# Mohall
Mohall és una població dels Estats Units a l'estat de Dakota del Nord. Segons el cens del 2000 tenia 812 habitants.

## Demografia
Segons el cens del 2000, Mohall tenia 812 habitants, 340 habitatges, i 214 famílies. La densitat de població era de 287,6 hab./km².
Dels 340 habitatges en un 25,6% hi vivien nens de menys de 18 anys, en un 52,9% hi vivien parelles casades, en un 7,6% dones solteres, i en un 36,8% no eren unitats familiars. En el 35% dels habitatges hi vivien persones soles el 21,2% de les quals corresponia a persones de 65 anys o més que vivien soles. El nombre mitjà de persones vivint en cada habitatge era de 2,22 i el nombre mitjà de persones que vivien en cada família era de 2,88.
Per edats la població es repartia de la següent manera: un 20,9% tenia menys de 18 anys, un 4,8% entre 18 i 24, un 20,8% entre 25 i 44, un 23,3% de 45 a 60 i un 30,2% 65 anys o més.
L'edat mediana era de 48 anys. Per cada 100 dones de 18 o més anys hi havia 85,5 homes.
La renda mediana per habitatge era de 30.139 $ i la renda mediana per família de 38.636 $. Els homes tenien una renda mediana de 27.344 $ mentre que les dones 16.776 $. La renda per capita de la població era de 17.341 $. Entorn del 8,8% de les famílies i el 10,9% de la població estaven per davall del llindar de pobresa.

## Poblacions més properes
El següent diagrama mostra les poblacions més properes.